# Bandeira intersexo
A bandeira intersexo foi criada em julho de 2013 por Morgan Carpenter da Intersex Human Rights Australia (então conhecida como Organização Intersexo International da Austrália) para criar uma bandeira "que não é derivada, mas ainda está firmemente enraizada no significado". O círculo é descrito como "ininterrupto e sem ornamentos, simbolizando totalidade e completude, e nossas potencialidades. Ainda lutamos pela autonomia corporal e integridade genital, e isso simboliza o direito de ser quem e como queremos ser”.
A organização a descreve como disponível gratuitamente "para uso por qualquer pessoa ou organização intersexual que deseje usá-la, em um contexto comunitário de afirmação dos direitos humanos".

## Uso
A bandeira tem sido utilizada por diversos meios de comunicação e organizações de direitos humanos. Em junho de 2018, ativistas intersexo participaram do Orgulho do Canal de Utrecht, agitando a bandeira.
Em maio de 2018, a Nova Zelândia se tornou o primeiro país onde a bandeira intersexo foi hasteada fora do parlamento nacional.
Em 2021, foi criada por Valentino Vecchietti uma bandeira LGBT+ misturando a intersexo numa asna, lateral à esquerda, com cores preta e marrom, representando a luta por igualdade racial, e da bandeira trans, representando inclusão social no orgulho de outras minorias dentro da comunidade LGBT e simbolizando o progresso.

## Galeria

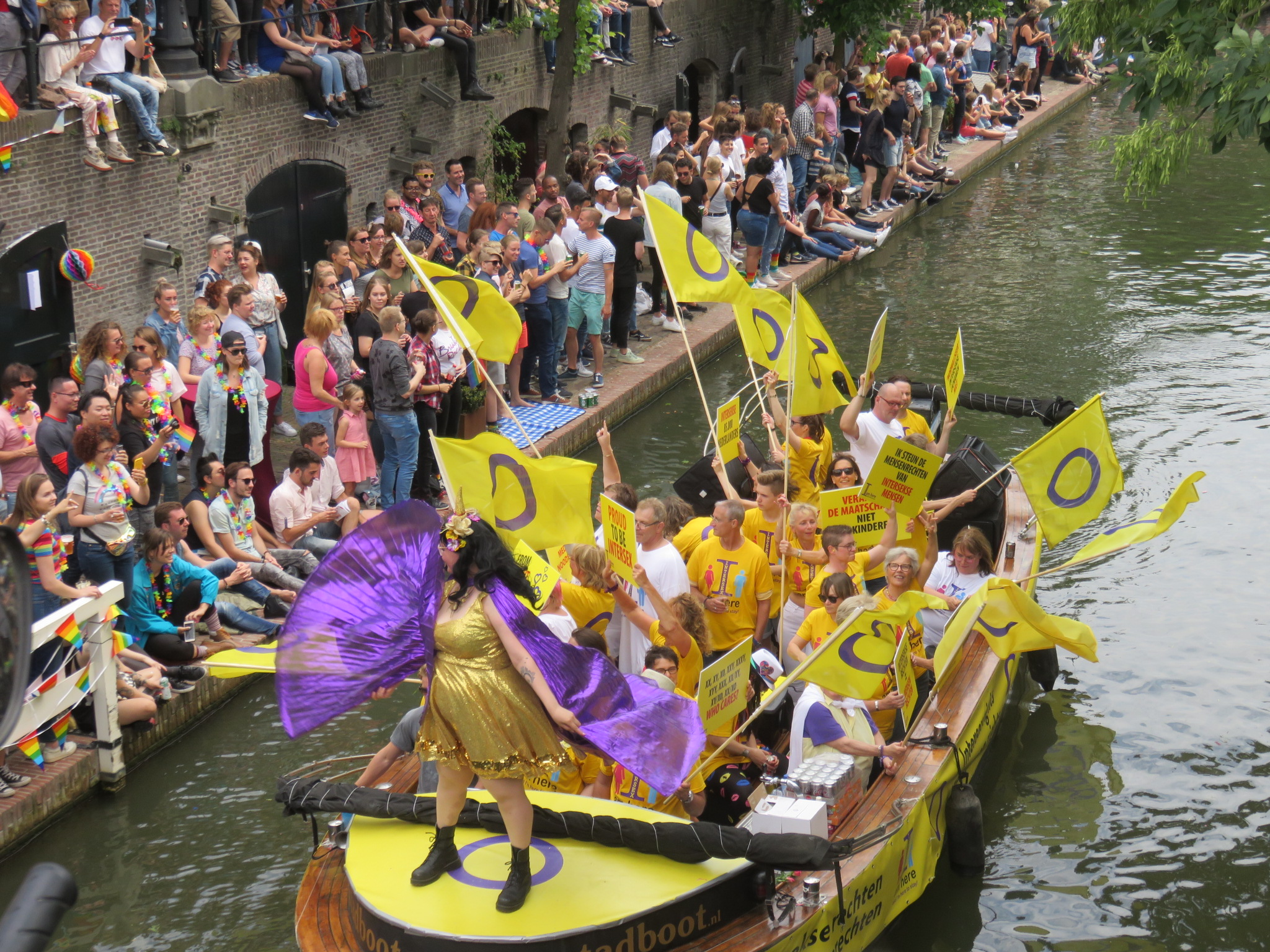
Ativistas intersexos em um barco no Utrecht Canal Pride, na Holanda, em 16 de junho de 2018
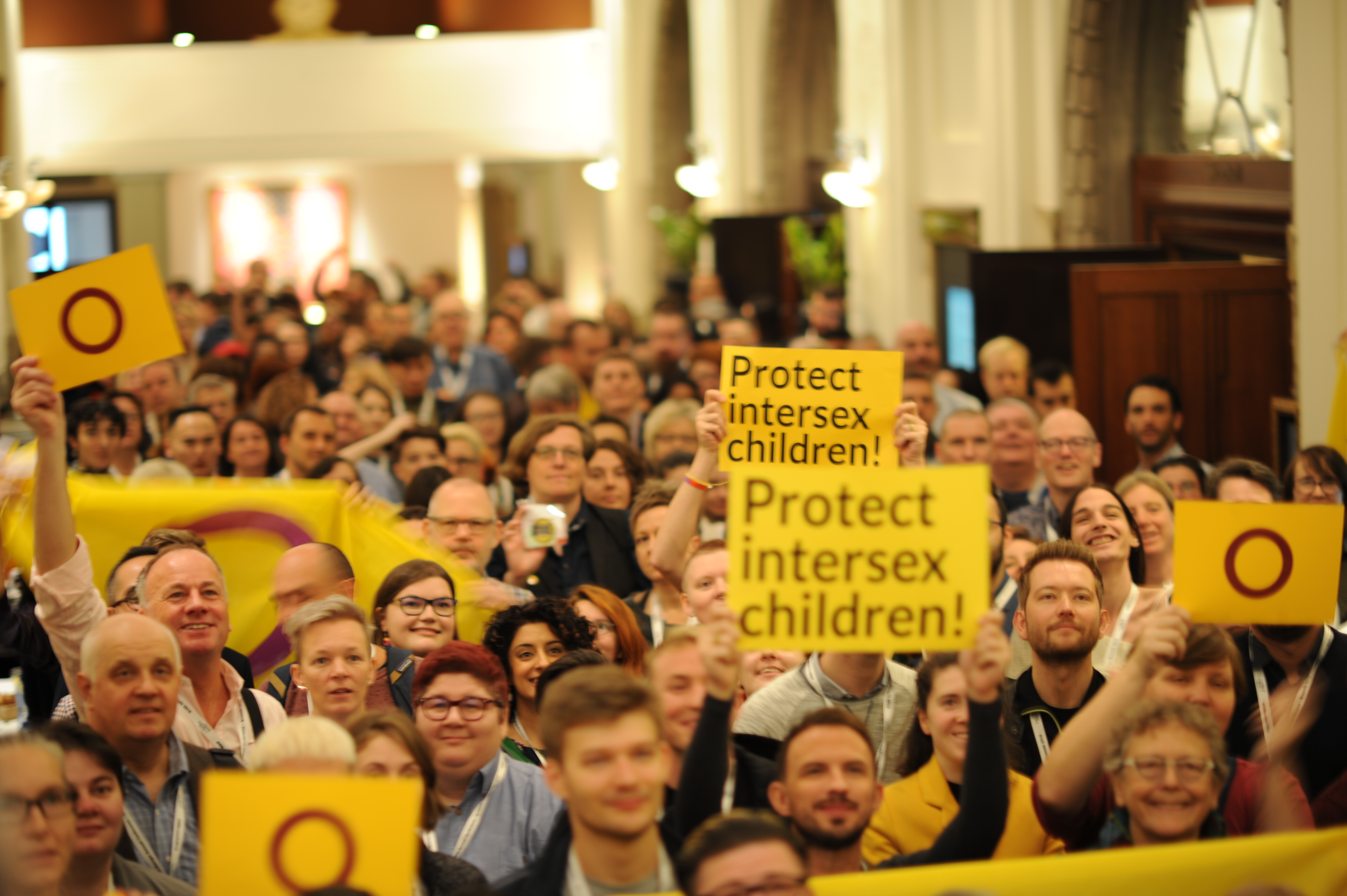
Participantes da conferência ILGA-Europa 2018 no Dia da Visibilidade Intersexo, 2018
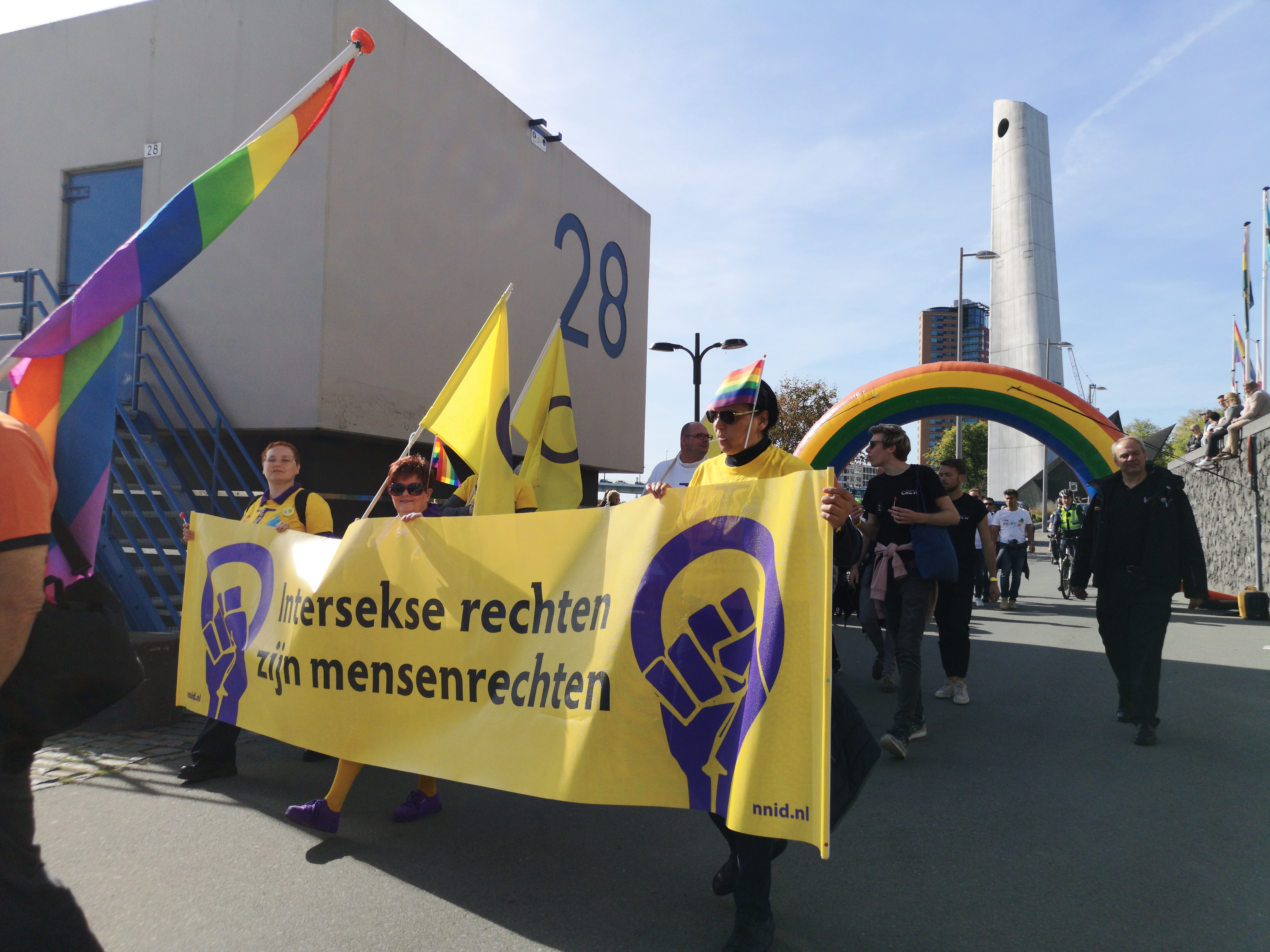
Orgulho de Rotterdam, Holanda, 2018
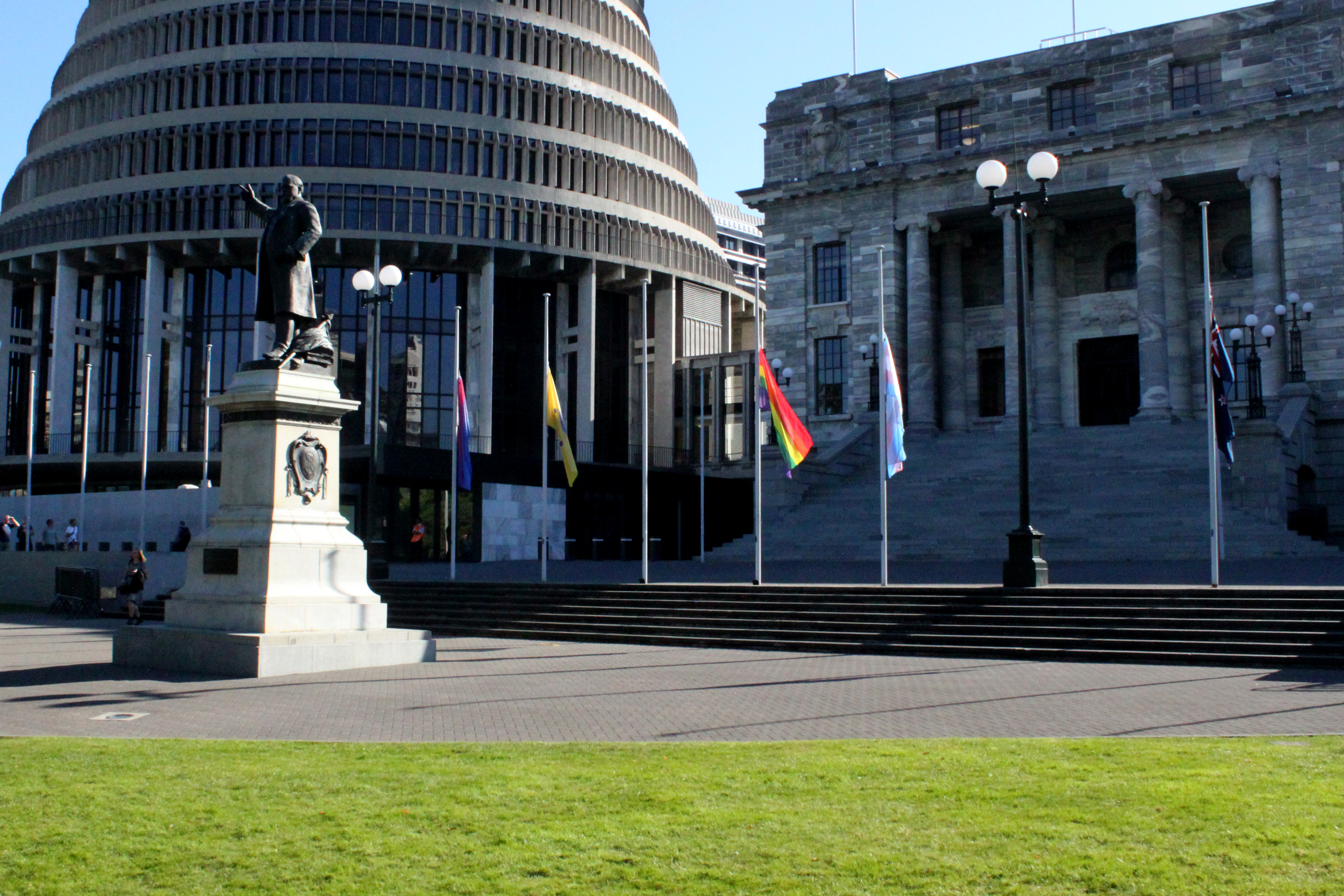
Do lado de fora dos edifícios do Parlamento da Nova Zelândia, em 18 de março de 2019, voado a meio mastro em memória dos mortos no tiroteio na mesquita de Christchurch em 15 de março de 2019.